# The Law Cafe
The Law Cafe (en hangul, 법대로 사랑하라; Romanización revisada del coreano: Beopdaero Saranghara) es una serie de televisión surcoreana dirigida por Lee Eun-jin y protagonizada por Lee Seung-gi y Lee Se-young. Se emitió por el canal KBS 2TV los lunes y martes desde el 5 de septiembre hasta el 25 de octubre de 2022.

## Sinopsis
La serie narra la historia de amor entre Kim Jeong-ho, un exfiscal que es propietario de un edificio, y Kim Yu-ri, una abogada inquilina en él, y que no soporta la injusticia.

## Reparto

### Principal
- Lee Seung-gi como Kim Jeong-ho, era fiscal, pero renunció a su profesión debido a un escándalo de corrupción en el que estaba implicado su padre. Sin trabajo desde entonces, vive de las rentas del edificio del que es propietario. Es el mismo edificio en cuyo ático vive, y donde su excompañera de estudios de secundaria Yu-ri, de la que ha estado enamorado secretamente durante muchos años, abre el Law Café.[3][4]
- Lee Se-young como Kim Yu-ri, una abogada de personalidad algo excéntrica y que no puede soportar la injusticia. Decide abandonar el bufete donde trabajaba y abrir un café en el edificio propiedad de Jeong-ho. Es un café algo especial, porque ofrece a sus clientes también asesoría legal.[4][5]

### Secundario

#### Edificio Eunha
- Kim Nam-hee como Park Woo-jin, primo de Kim Jeong-ho; es psiquiatra y director de la Clínica de Salud Mental Barun, en el segundo piso del edificio Eunha.[6]
- Ahn Dong-goo como Seo Eun-kang, un camarero que encanta a los clientes con su hermoso rostro y su habilidad para preparar café.[7]
- Kim Do-hoon como Bae Joon, tiene un trabajo de media jornada en el Law Cafe, es un estudiante que ha abandonado la facultad de derecho.[8]
- Jang Hye-jin como Kim Cheon-daek, dueña de un supermercado al otro lado de la calle del edificio Eunha.[9][10]
- Baek Hyun-joo como la señora Choi, una persona al tanto de cada situación que sucede en el vecindario.[10]

#### Otros
- Kim Seul-gi como Han Se-yeon, amiga desde hace diecisiete años tanto de Jeong-ho como de Yu-ri. Tiene una personalidad franca y audaz: dice todo lo que tiene que decir y nunca puede sufrir una injusticia.[11][12]
- Oh Dong-min como Do Jin-ki, chef en un restaurante y marido de Han Se-yeon, es una persona de gran sentido del humor.[13][14]
- Jo Han-chul como Lee Pyun-woong, representante de Dohan Construction; es hijo extramatrimonial del presidente Lee.[15]
- Jeon Kuk-hwan como el presidente Lee, del grupo Dohan Construction.[8][15]
- Jeon No-min como Kim Seung-woon, padre de Kim Jeong-ho y jefe de la Fiscalía del Distrito Central de Seúl.[8]
- Kim Won-hae como Hwang, director ejecutivo del bufete Hwang & Gu Law Firm.[8]
- Hwang Young-hee como Song Ok-ja, la madre de Kim Yu-ri.[8]
- Lee Min-young como Song-hwa, madre soltera que vive en el mismo barrio que Kim Jeong-ho.[10]
- Ahn Se-bin como Kang Yi-seul, la hija de Song-hwa.
- Shin Seung-hwan como el presidente Kim, el propietario de la editorial donde Kim Jeong-ho publica la novela.[16]
- Kim Ba-da como Yo-han, un cliente de la cafetería.[17]
- Kwon Da-ham.[18]

#### Apariciones especiales
- Kim Jae-hwa como Geum, una vendedora inmobiliaria en Golden Real Estate.[19]
- Jo Bok-rae como Jo Seok-hoon, un cliente de la clínica de Park Woo-jin.[19][20]
- Go Geon-han como el abogado Maeng, oponente del abogado de Kim Yu-ri.[21]
- Park Sang-hoon como Hong Ji-hoon, el villano de la escuela.[22]
- Kim Ja-young como Na Mak-rye, la anciana vive en la isla que Jeong-ho y Yu-ri visitan para obtener asesoramiento legal.[23]
- Kim Young-ok como Wol-seon, anciana que vive en la isla Jungpyeong-do, donde Kim Jeong-ho y Kim Yu-ri vinieron a consultar la ley.[24]
- Lee Mi-sook como Lee Yeon-joo, la madre de Kim Jeong-ho.[24]
- Shin So-yul como Da-young, una paciente de Park Woo-jin, al que después acosa.[25]
- Lee Jae-yong como Choi Yeo-hwan, miembro del Partido Coreano en el Parlamento que acosaba a Chae Song-hwa.[26]
- Oh Min-suk como Baek Geon-man, exnovio de Kim Yu-ri en los años de universidad, y ahora el fiscal responsable del caso de Song-hwa.[27][28]

## Producción
La serie está basada en una popular novela web con el mismo título original coreano, escrita en 2014 por Noh Seung-ah, y que registró más de veinticinco millones de visitas. A partir de ella ha trabajado la guionista Im Ji-eun. Noh Seung-ah manifestó que la elección de los protagonistas coincidía bastante con la de los personajes que ella había imaginado en su novela, y elogió también el trabajo de la guionista, que «hizo un guión realmente interesante al agregarle nuevos personajes y varios eventos, mientras mantenía bien el trasfondo importante y la configuración de los personajes del trabajo original».
El 3 de mayo de 2022 KBS lanzó el primer tráiler de la serie por su canal oficial en YouTube, en el que aparecían los dos protagonistas caminando bajo cerezos en flor. El 23 de mayo se publicó un nuevo teaser de la serie.
El 13 de octubre se anunció que el rodaje había concluido y proseguía el trabajo de posproducción.

## Audiencia
| Temporada | Temporada | Episodio número | Episodio número | Episodio número | Episodio número | Episodio número | Episodio número | Episodio número | Episodio número | Episodio número | Episodio número | Episodio número | Episodio número | Episodio número | Episodio número | Episodio número | Episodio número | Promedio |
| Temporada | Temporada | 1               | 2               | 3               | 4               | 5               | 6               | 7               | 8               | 9               | 10              | 11              | 12              | 13              | 14              | 15              | 16              | Promedio |
| --------- | --------- | --------------- | --------------- | --------------- | --------------- | --------------- | --------------- | --------------- | --------------- | --------------- | --------------- | --------------- | --------------- | --------------- | --------------- | --------------- | --------------- | -------- |
|           | 1         | 1228            | 1332            | 958             | 983             | 976             | 991             | 1008            | 1086            | 1158            | 1080            | 955             | 1124            | 978             | 979             | 950             | 929             | 1045     |

| Episodio                                                                                 | Fecha de emisión         | Índice de audiencia | Índice de audiencia | Índice de audiencia |
| Episodio                                                                                 | Fecha de emisión         | Nielsen Korea       | Nielsen Korea       | TNmS                |
| Episodio                                                                                 | Fecha de emisión         | Nacional            | Seúl                | Nacional            |
| ---------------------------------------------------------------------------------------- | ------------------------ | ------------------- | ------------------- | ------------------- |
| 1                                                                                        | 5 de septiembre de 2022  | 7,1 % (6.ª)         | 7,4 % (4.ª)         | 5,4 % (12.ª)        |
| 2                                                                                        | 6 de septiembre de 2022  | 6,6 % (9.ª)         | 6,5 % (9.ª)         | 5,2 %(12.ª)         |
| 3                                                                                        | 12 de septiembre de 2022 | 5,3 % (13.ª)        | 5,3 % (12.ª)        | 4,2 % (19.ª)        |
| 4                                                                                        | 13 de septiembre de 2022 | 6 % (9.ª)           | 5,8 % (7.ª)         | 4,7 % (14.ª)        |
| 5                                                                                        | 19 de septiembre de 2022 | 5,5 % (13.ª)        | 5,5 % (9.ª)         | 4,3 % (17.ª)        |
| 6                                                                                        | 20 de septiembre de 2022 | 5,6 % (11.ª)        | 5,7 % (7.ª)         | 4,6 % (16.ª)        |
| 7                                                                                        | 26 de septiembre de 2022 | 5,9 % (11.ª)        | 5,9 % (8.ª)         | 4,5 % (17.ª)        |
| 8                                                                                        | 27 de septiembre de 2022 | 6,5 % (7.ª)         | 6.,5 % (6.ª)        | 5,5 % (10.ª)        |
| 9                                                                                        | 3 de octubre de 2022     | 6,5 % (10.ª)        | 6,3 % (7.ª)         | 4,6 % (18.ª)        |
| 10                                                                                       | 4 de octubre de 2022     | 6,2 % (10.ª)        | 6,3 % (8.ª)         | 5,5 % (12.ª)        |
| 11                                                                                       | 10 de octubre de 2022    | 5,4 % (13.ª)        | 5,1 % (14.ª)        | 4,5 % (17.ª)        |
| 12                                                                                       | 11 de octubre de 2022    | 6,5 % (6.ª)         | 6,1 % (6.ª)         | 5,1 % (12.ª)        |
| 13                                                                                       | 17 de octubre de 2022    | 5,5 % (12.ª)        | 5,4 % (12.ª)        | 4 % (18.ª)          |
| 14                                                                                       | 18 de octubre de 2022    | 5,8 % (8.ª)         | 5,8 % (7.ª)         | 5,3 % (13.ª)        |
| 15                                                                                       | 24 de octubre de 2022    | 5,4 % (13.ª)        | 5,1 % (11.ª)        | 4,6 % (15.ª)        |
| 16                                                                                       | 25 de octubre de 2022    | 5,3 % (10.ª)        | 5,2 % (8.ª)         | 4,7 % (12.ª)        |
| Promedio                                                                                 | Promedio                 | 5,9 %               | 5,9 %               | 4,8 %               |
| - En la tabla superior, en azul aparecen los índices más bajos, y en rojo los más altos. |                          |                     |                     |                     |

## Premios y nominaciones
| Año  | Premios          | Categoría                                   | Candidato                   | Resultado | Ref.   |
| ---- | ---------------- | ------------------------------------------- | --------------------------- | --------- | ------ |
| 2022 | KBS Drama Awards | Mejor pareja                                | Lee Seung-gi y Lee Se-young | Ganadores | [ 35 ] |
| 2022 | KBS Drama Awards | Gran Premio (Daesang)                       | Lee Seung-gi                | Ganador   | [ 35 ] |
| 2022 | KBS Drama Awards | Mejor actor de reparto                      | Jo Han-chul                 | Nominado  | [ 36 ] |
| 2022 | KBS Drama Awards | Mejor actriz de reparto                     | Kim Seul-gi                 | Nominada  | [ 37 ] |
| 2022 | KBS Drama Awards | Premio a la excelencia, actor en miniserie  | Lee Seung-gi                | Nominado  | [ 38 ] |
| 2022 | KBS Drama Awards | Premio a la excelencia, actriz en miniserie | Lee Se-young                | Nominada  | [ 38 ] |
| 2022 | KBS Drama Awards | Premio a la gran excelencia, actor          | Lee Seung-gi                | Nominado  | [ 39 ] |
| 2022 | KBS Drama Awards | Premio a la gran excelencia, actriz         | Lee Se-young                | Nominada  | [ 39 ] |